# لامبرتو آندروتی
لامبرتو آندروتی (به ایتالیایی: Lamberto Andreotti) (زاده ۶ ژوئیه ۱۹۵۰) کارآفرین، بازرگان و مدیر ارشد اجرایی ایتالیایی است، که اکنون به‌عنوان مدیر عامل اجرایی شرکت بریستول-مایرز اسکوئیب فعالیت می‌نماید. وی فرزند نخست وزیر پیشین ایتالیا؛ جولیو آندریوتی است. آندروتی پیشینه فعالیت در شرکت دوپونت را نیز دارا می‌باشد.